# London School of Economics
La London School of Economics and Political Science (informalment la London School of Economics o LSE, Escola d'Economia de Londres) és una universitat pública especialitzada en ciències socials ubicada a Londres. Fundada en 1895 pels membres de la Societat fabiana Beatrice Webb, Sidney Webb, Graham Wallas i George Bernard Shaw, la LSE passa a formar part de la Universitat de Londres en 1900 i començà a atorgar diplomes en 1902. Malgrat el seu nom, la LSE conduïx ensenyament i recerca en diverses ciències socials i formals, amb departaments d'antropologia, ciències polítiques, comptabilitat, desenvolupament, dret, economia, estadística, estudis d'empresa, estudis de gènere, estudis europeus, filosofia de la ciència i lògica, finances, geografia, història econòmica, història, matemàtiques, metodologia, mitjans de comunicació, política social, relacions internacionals i sociologia.

La LSE està ubicada en Westminster, Central London, a prop de Covent Garden i Holborn. Té aproximadament 9.500 estudiants a temps complet i una plantilla de 3.000 membres. A l'exercici 2012-2013 rebé un pressupost total de £263,2 milions, dels quals £23,7 milions es destinaren a recerca. La biblioteca de la LSE s'anomena Biblioteca Britànica de Ciències Polítiques i Econòmiques i conté més 4 milions de volums impresos, 60.000 publicacions acadèmiques i 29.000 llibres electrònics, convertint-la en la biblioteca especialitzada en ciències socials més gran d'Europa.
La LSE és una de les universitats de prestigi més selectives del món, amb el percentatge d'admissions més baixos d'entre totes les universitats britàniques, i es posiciona de manera consistentment alta als rànquings mundials. En 2013, el rànquing QS situà la LSE en segona posició dins de les disciplines de ciències socials i empresarials, i en quarta posició en termes de prospectives laborals. Entre els seus antics alumnes s'hi compten 16 Premis Nobel i almenys 37 caps d'estat.